# Сајонара (филм)
Сајонара је филм из 1957. који је режирао Џошуа Логан, а главне улоге играју: Марлон Брандо, Патриша Овенс, Џејмс Гарнер, Марта Скот и Миико Така. Сценариста је Пол Озборн по истоименом роману Џејмса Миченера.

## Улоге
| Глумац            | Улога                   |
| ----------------- | ----------------------- |
| Марлон Брандо     | мајор Лојд 'Ејс' Грувер |
| Патриша Овенс     | Ајлин Вебстер           |
| Џејмс Гарнер      | капетан Мајк Бејли      |
| Марта Скот        | госпођа Вебстер         |
| Миико Така        | Хана-оги                |
| Мијоши Умеки      | Кацуми Кели             |
| Ред Батонс        | пилот Џо Кели           |
| Кент Смит         | генерал Марк Вебстер    |
| Реико Куба        | Фумико                  |
| Су Јонг           | Теруко                  |
| Рикардо Монталбан | Накамура                |

## Награде и номинације

### Награде
- Оскар за најбољег споредног глумца (Ред Батонс)
- Оскар за најбољу споредну глумицу (Мијоши Умеки)
- Оскар за најбољу сценографију (Тед Хауорт и Роберт Пристли)
- Оскар за најбољи звук (Џорџ Гроувс)

### Номинације
- Оскар за најбољег главног глумца (Марлон Брандо)
- Оскар за најбољу фотографију (Елсворт Фредерикс)
- Оскар за најбољег режисера (Џошуа Логан)
- Оскар за најбољу монтажу (Артур П. Шмит и Филип В. Андерсон)
- Оскар за најбољи филм (Вилијам Гец)
- Оскар за најбољи адаптирани сценарио(Пол Озборн)